# ميغيل أنخيل خيمينيز
ميغيل أنخيل خيمينيز (بالإسبانية: Miguel Ángel Jiménez)‏ هو لاعب غولف إسباني، ولد في 5 يناير 1964 في مالقة في إسبانيا.

## وصلات خارجية
- ميغيل أنخيل خيمينيز على موقع رابطة لاعبي الغولف المحترفين (الإنجليزية)
- ميغيل أنخيل خيمينيز على موقع رابطة أوروبا للاعبي الغولف المحترفين (الإنجليزية)
- ميغيل أنخيل خيمينيز على موقع رابطة اليابان للاعبي الغولف المحترفين (الإنجليزية)
- ميغيل أنخيل خيمينيز على موقع التصنيف العالمي الرسمي للغولف (الإنجليزية)